# Hippémolges
Les Hippémolges (en grec ancien ἱππημολγοὺς), sont un ensemble de tribus mythique d'origine scythe, mentionné dans l'Iliade d'Homère.

## Les Hippémolges chez Homère
Les Hippémolges sont avec les Galactophages et les Abiens décrits comme des cavaliers et pasteurs, nomades armés de flèches se déplaçant sur de larges chariots. Selon le Journal asiatique de 1855, les mots galactophages et hippémolges pourraient s'appliquer encore aujourd'hui aux Calmouques, peuple nomade qui parcourt les steppes entre le Don et le Volga. Les Hippémolges, dont le nom signifie « Qui se nourrissent du lait de leurs juments » ne sont mentionnés qu'à une seule reprise par Homère. Robert Flacelière dit d'eux qu'ils sont d'origine scythe. Dans ce début du Chant II, Leconte de Lisle interprète le α du mot αβίος comme privatif et non intensif dans sa traduction de 1866, et traduit le mot par « pauvres », l'attribuant aux Hippémolges : « ...des illustres Hippémolges qui se nourrissent de lait, pauvres, mais les plus justes des hommes ». 

## Sources
- Homère, Iliade [détail des éditions] [lire en ligne], XIII, 5-6
- Strabon, Géographie [détail des éditions] [lire en ligne]